# الکسی یگوروویچ یگوروف
الکسی یگوروویچ یگوروف (انگلیسی: Alexei Yegorovich Yegorov; 1776 – ۱۰ سپتامبر ۱۸۵۱) نقاش، طراح و استاد نقاشی اهل روسیه بود. اعتقاد بر این بود که او از تبار قالمیق‌ها بود
وی در سال ۱۷۸۲ در آکادمی امپریال هنر ثبت نام کرد و در آنجا با ایوان آکیموف و گریگوری اوگریوموف تحصیل کرد و در سال ۱۷۹۷ فارغ‌التحصیل شد و به عضویت فرهنگستان درآمد. سپس به رم رفت و تحت تأثیر وینچنزو کاموچینی قرار گرفت و نقاشی را در آنجا ادامه داد. در سال ۱۸۰۷ به سن پترزبورگ بازگشت و به تدریس نقاشی در آکادمی ادامه داد.

## بخشی از آثار

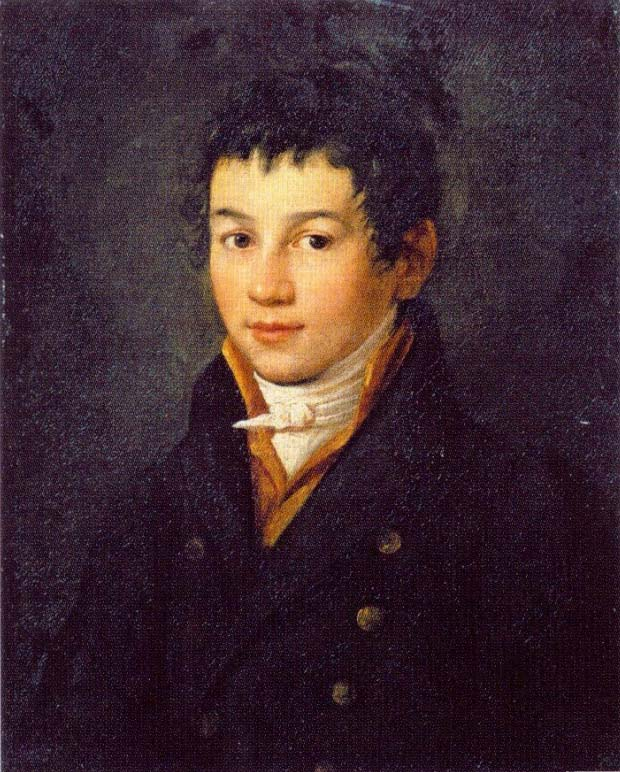
پرتره‌ای از خودش در نوجوانی
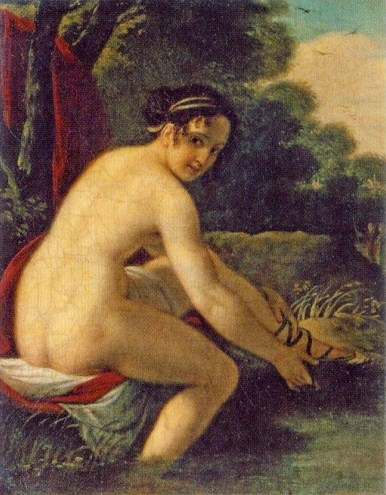
Susannah, 1813
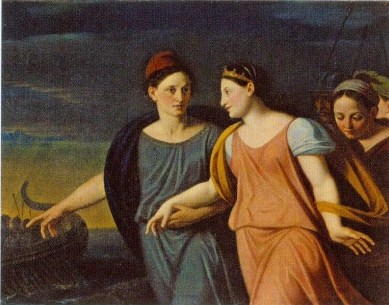
ربورن هلن توسط پاریس (اسطوره‌شناسی), ۱۸۳۱
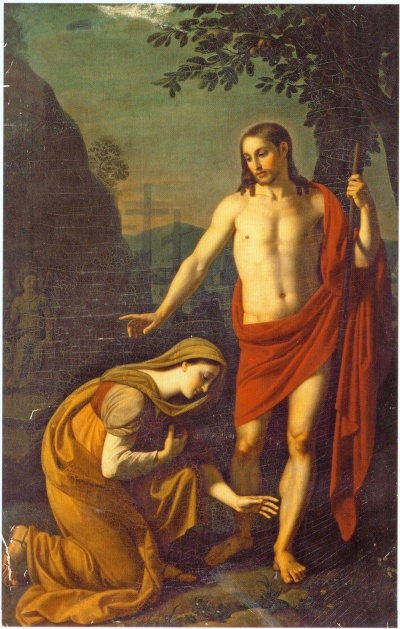
مریم مجدلیه, ۱۸۱۸
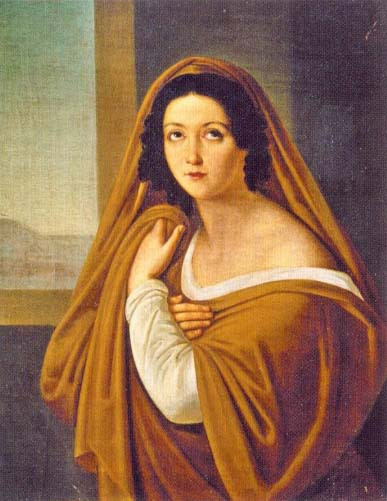
Avdotya Golitsyna [ru] as a وستا (اسطوره)